# Чавес Альфаро, Лисандро
Лисандро Чавес Альфаро (исп. Lizandro Chávez Alfaro; 25 октября 1929, Блуфилдс, Никарагуа — 9 апреля 2006, Манагуа) — никарагуанский писатель
, поэт, эссеист. Левый политик.

## Биография
Какое то время учился в сельскохозяйственной школе, которую бросил. В 1948 году поселился в Мексике, где изучал живопись в Академии Сан-Карлос. Затем работал переводчиком и художником. 
В 1950 году был одним из основателей Сандинистского фронта национального освобождения. В 1960 году сопровождал Мексиканский национальный балет на Кубу.
В 1963 году за рассказы получил премию «Casa de las Américas» (Куба). В 1969 году был финалистом премии Seix Barral.
В 1976 году был назначен директором редакции Центральноамериканского университета им. Сан-Хосе, Коста-Рика. В 1979 году возглавил Управление по развитию искусства Министерства культуры; позже руководил Национальной библиотекой им. Рубена Дарио. Начиная с 1990 года руководил университетским журналом Национального автономного университета Никарагуа (УНАН-Манагуа).
Автор коротких рассказов, стихов и эссе, расширил никарагуанскую литературу, включив темы из находящегося под влиянием англичан региона Карибского побережья, населенного потомками чёрных рабов.

## Избранные произведения
- Hay una selva en mi voz, 1945
- Arquitectura inútil, 1954
- Los monos de San Telmo, 1963
- Trágame tierra, 1969

В Русском переводе
- «Поглоти меня, земля» (1969),
- «Змеиное болото» (1976)
- Сборник рассказов «Обезьяны из Сан-Тельмо» (1963)
- Сборник стихов «В моем голосе  сельва» (1945), «Бесполезная архитектура» (1954).